# Роберт Мосбахер
Роберт Мосбахер (англ. Robert Adam Mosbacher; 11 березня 1927 – 24 січня 2010) — американський підприємець, мультимільйонер, міністр торгівлі (1989—1992) в адміністрації Джорджа Буша-старшого, один з ініціаторів створення Північноамериканської асоціації вільної торгівлі.

## Біографічні відомості
Роберт Мосбахер народився 11 березня 1927 року в Маун-Верноні, штат Нью-Йорк. Отримавши ступінь бакалавра в адмініструванні бізнесу, він перебрався до Х'юстона, де заснував успішну нафтогазову компанію. У Техасі він познайомився з майбутнім президентом США Джорджем Бушем-старшим, пізніше став одним з його головних соратників у передвиборчій боротьбі. 
Політична діяльність Мосбахера почалася в 1960-і роки, коли він зайнявся збором коштів для республіканської партії в південному Техасі, а в 1968 Мосбахер працював у передвиборчому штабі майбутнього президента США Річарда Ніксона. Пізніше Мосбахер також брав участь у передвиборній кампанії майбутнього президента США Джеральда Форда.
У 1988 році він був головним складальником коштів для президентської кампанії Джорджа Буша-старшого. Після обрання того на посаду глави держави був призначений міністром торгівлі. Мосбахер був одним з ініціаторів підписання угоди про створення Північноамериканської асоціації вільної торгівлі (НАФТА), підписаної 17 грудня 1992. Цей договір був "розширеної" версією угоди про зону вільної торгівлі, укладеної між США та Канадою в 1988 році, і передбачав включення Мексики у вільну від митних бар'єрів зону. 
У 2008 році він також брав участь у передвиборній кампанії кандидата в президенти від республіканців Джона Маккейна. 
Мосбахер помер у віці 82 років 24 січня 2010 в одній з клінік Х'юстона від раку підшлункової залози, від якого він лікувався протягом останнього року.
Роберт Мосбахер був чотири рази одружений, у нього залишилося четверо дітей. Його син, Роберт Мосбахер-молодший, який очолює американську Корпорацію приватних закордонних інвестицій (Overseas Private Investment Corporation, OPIC), що спеціалізується на вкладеннях в нові і ринки, що розвиваються.